# Aragóniai Konstancia ciprusi királyné
Aragóniai Konstancia (1306 – 1344. június 19. után), olaszul: Costanza d'Aragona, franciául: Constance de Sicile, görögül: Κωνσταντία της Αραγωνίας szicíliai királyi hercegnő, első házassága révén ciprusi királyné és címzetes jeruzsálemi királyné, második házassága révén örmény királyné. A Barcelonai-ház szicíliai ágának királyi főágából származott.

## Élete
Édesapja II. Frigyes szicíliai király. Édesanyja Anjou Eleonóra nápolyi hercegnő, II. (Sánta) Károly nápolyi király és Árpád-házi Mária magyar királyi hercegnő leánya.

### Első házassága
Konstancia 1317. október 16-án a nicosiai Szent Bölcsesség (Hagia Szophia) Székesegyházban feleségül ment II. Henrik ciprusi és jeruzsálemi királyhoz, és ugyanezen a napon ciprusi királynévá is koronázták. Férje 1324. augusztus 31-én meghalt. Házasságuk gyermektelen maradt. A szicíliai források szerint a házasságot sohasem hálták el, és ez a valószínűbb, bár más források szerint Konstancia egy fiút szült, aki a születése után nem sokkal meghalt.

### Második házassága

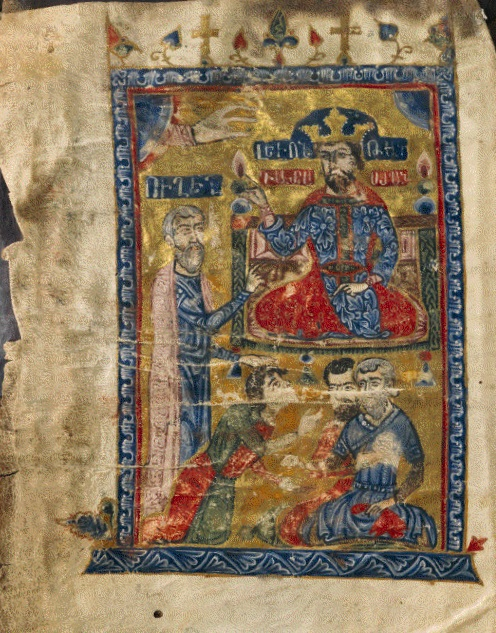
Konstancia második férje, IV. Leó örmény király a házasságkötésük évében ítéletet mond Szarkisz Pitzak képén 1331-ben

Konstancia másodszorra 1331. december 29-én IV. Leó örmény királyhoz ment férjhez, akinek a második felesége lett. Tarsusban koronázták örmény királynévá. Ez a házassága is gyermektelen maradt, és mikor férjét 1341. augusztus 28-án meggyilkolták, vele kihalt a Szaven-Pahlavuni-dinasztia hetumida vonalának férfi ága.

### Harmadik házassága
Konstancia utoljára első férje nagyunokaöccséhez, Lusignan Jánoshoz, Antiochia címzetes hercegéhez, Ciprus későbbi régenséhez és ment feleségül 1342-ben, melyhez a pápai diszpenzációt 1342. április 16-án állították ki, és aki több, mint 20 évvel volt fiatalabb, mint Konstancia. Az újdonsült férj alig töltötte be a 13. életévét, de ez a házasság is gyermektelen maradt, mert a kétszeres királyné két év múlva meghalt, amikor férje még csak 15 éves volt.